# Кен Данейко
Кеннет Стівен Данейко (англ. Kenneth Stephen Daneyko; 17 квітня 1964, Віндзор, Канада) — канадський хокеїст, захисник.

## Ігрова кар'єра
За походженням українець. Виступав за «Грей-Фоллс Американс» (ЗХЛ), «Спокен Флаєрс» (ЗХЛ), «Сієтл Брейкерс» (ЗХЛ), «Камлупс Джуніор-Ойлерс» (ЗХЛ), «Нью-Джерсі Девілс», «Мен Марінерс» (АХЛ).
В чемпіонатах НХЛ — 1283 матчі (36+142), у турнірах Кубка Стенлі — 175 матчів (5+17).
У складі національної збірної Канади учасник чемпіонатів світу 1986 і 1989 (15 матчів, 0+0).

## Особисте життя
Знявся у документальній стрічці «Юкі», яка вийшла в прокат 2020 року.

## Досягнення
- Володар Кубка Стенлі (1995, 2000, 2003)
- Срібний призер чемпіонату світу (1989), бронзовий призер (1986)

## Нагороди
- Пам'ятний трофей Білла Мастертона (2000)